# 下奥田町
下奥田町（しもおくだちょう）は、愛知県名古屋市中区の地名。

## 歴史

### 町名の由来
奥田町の南に位置することに由来する。

### 沿革
- 1878年（明治11年）12月20日 - 名古屋区下奥田町として成立[1]。
- 1889年（明治22年）10月1日 - 名古屋市成立に伴い、同市下奥田町となる[6]。
- 1908年（明治41年）4月1日 - 中区成立に伴い、同区下奥田町となる[1]。
- 1933年（昭和8年）7月1日 - 一部が菊里町に編入される[1]。
- 1944年（昭和19年）2月11日 - 栄区成立に伴い、同区下奥田町となる[1]。
- 1945年（昭和20年）11月3日 - 栄区廃止に伴い、中区下奥田町となる[1]。
- 1947年（昭和22年）5月1日 - 青木町・王子町にそれぞれ編入される[1]。
- 1977年（昭和52年）10月23日 - 全域が新栄三丁目に編入され廃止[2]。